# Dragon Ball Z: Kakarot
Dragon Ball Z: kakarot (ド ラ ゴ ン ボ ー ル Z カ カ ロ ッ ト, Doragon Boru Zetto Kakarotto) és un videojoc de rol d'acció, desenvolupat per CyberConnect2 i publicat per Bandai Namco Entertainment. Basat en la franquícia de Bola de Drac, es va llançar per a Microsoft Windows, PlayStation 4 i Xbox One el 17 de gener del 2020. Es va confirmar la participació de el creador de la franquícia, Akira Toriyama.

## Argument
Dragon Ball Z: kakarot narra la història d'en Goku i els guerrers de l'espai, controlats pel jugador, a través de diferents esdeveniments icònics en la història de Bola de drac Z. També hi ha noves històries de fons dels personatges, no incloses en el manga/anime original.

## Desenvolupament
El creador de Bola de Drac, Akira Toriyama, va dissenyar un nou personatge original anomenat Bonyū (ボ ニ ュ ー) per al videojoc. També compta amb extractes remesclades de la banda sonora de Shunsuke Kikuchi de la transmissió japonesa original de l'anime.